# Choi Young-jae
Choi Young-jae (en hangul, 최영재; Mokpo, 17 de septiembre de 1996), más conocido como Youngjae, es un cantante, bailarín, compositor y actor surcoreano. Forma parte del grupo Got7.

## Vida personal
En 2020, cumplió su sueño al registrarse oficialmente como donante de órganos, fue invitado al programa “Guests of Kwanghee & Jo Soo Bin’s shared room” donde compartió más sobre su decisión:
«La donación de órganos es algo que puede ser una bendición para alguien, algo que puede traer felicidad o esperanza a una persona; [...] al registrarme para ser donante de órganos, siento que me estoy convirtiendo en una persona genial, así que estoy agradecido por la oportunidad».
Además, compartió en sus redes que junto al Ministerio de Salud y Bienestar participaría en una campaña para promover la donación, días después, el 11 de diciembre del 2020, lanzó la canción «Everything for you» como parte de la campaña.

## Carrera

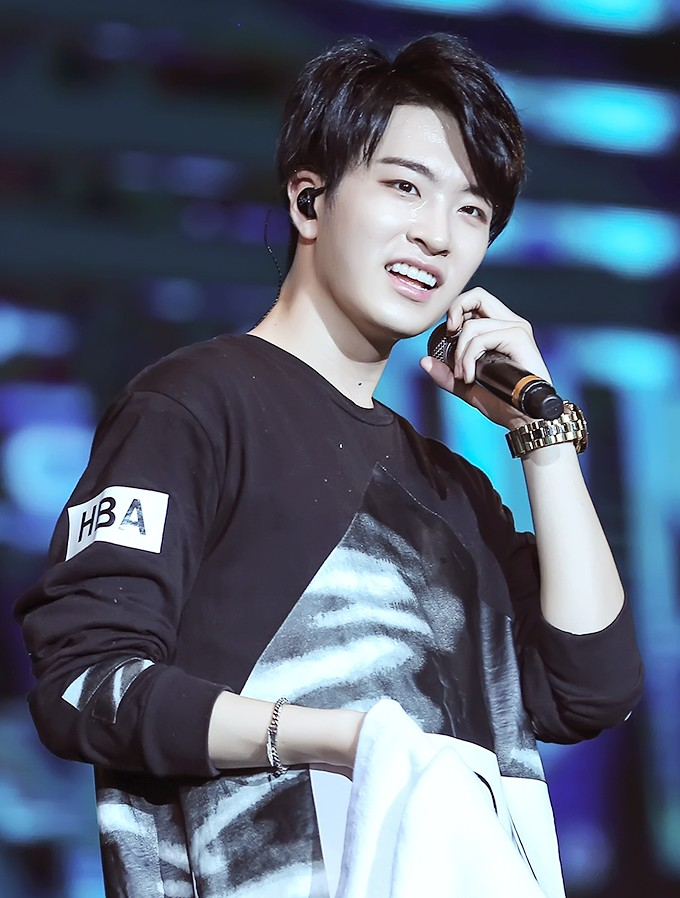
Youngjae hace parte del grupo coreano GOT7.

Youngjae aprobó una audición de JYP Entertainment en su escuela de música en Mokpo en 2013, convirtiéndose en aprendiz.

### Música
Después de un mes de entrenamiento, fue elegido para formar parte de un 
nuevo grupo. En enero de 2014, debutó como miembro de Got7 con el sencillo «Girls Girls Girls». En esa época, Youngjae mencionó que su sueño era convertirse en un musicoterapeuta.
Youngjae colaboró con Sanjoy y Elliott Yamin en 2017 en la canción «Victim of Love», mientras grababa «I'm All Ears» con Jamie para una campaña contra la prevención del suicidio en 2018. La canción fue lanzada el 15 de octubre, junto a su videoclip.

### Televisión
A finales de noviembre de 2021 se anunció que se había unido al elenco de la serie Love & Wish donde interpretará a Kim Seung-hyu. La serie fue estrenada en diciembre del mismo año.

## Discografía
| Título                                                                                     | Año                    | Mejor posición         | Ventas                 | Álbum                  |
| Título                                                                                     | Año                    | COR                    | Ventas                 | Álbum                  |
| Como artista principal                                                                     | Como artista principal | Como artista principal | Como artista principal | Como artista principal |
| ------------------------------------------------------------------------------------------ | ---------------------- | ---------------------- | ---------------------- | ---------------------- |
| «My Day (내 하루)»                                                                         | 2016                   | —                      | - COR:                 |                        |
| «Trauma»                                                                                   | 2016                   | —                      | - COR:                 |                        |
| «Call Button (통화버튼)» (con J.praize)                                                    | 2017                   | —                      | - COR:                 |                        |
| «I Want to Fall Asleep (잠들고 싶어)» (con Noday)                                          | 2017                   | —                      | - COR:                 |                        |
| «Nobody Knows (혼자)»                                                                      | 2018                   | —                      | - COR:                 | Present: You           |
| «Everything for you»                                                                       | 2020                   | —                      | - COR:                 |                        |
| Como artista invitado                                                                      |                        |                        |                        |                        |
| «One Dream One Korea» (con varios artistas)                                                | 2015                   | —                      | - COR:                 |                        |
| «Victim of Love» (ft. Sanjoy y Elliott Yamin)                                              | 2017                   | —                      | - COR:                 |                        |
| «I'm All Ears (다둘어줄게)» (ft. Park Ji-min)                                              | 2018                   | —                      | - COR:                 | Ready to Listen Part 2 |
| Bandas sonoras                                                                             |                        |                        |                        |                        |
| «At the Usual Time»                                                                        | 2018                   | —                      | - COR:                 | Wok of Love OST        |
| «—» indica que el lanzamiento no se posicionó en la lista o no se lanzó en ese territorio. |                        |                        |                        |                        |

## Filmografía

### Series de televisión
| Año  | Título           | Papel          | Canal        | Notas                                   | Ref.                 |
| ---- | ---------------- | -------------- | ------------ | --------------------------------------- | -------------------- |
| 2015 | Dream Knight     | Él mismo       | Youku Tudou  | Drama sino-coreano de JYP y Youku Tudou |                      |
| 2021 | So not worth it  | Sam            | Netflix      | Sitcom                                  |                      |
| 2025 | Friendly Rivalry | Nam Byeong-jin | U+ Mobile TV |                                         | [ 11 ] [ 12 ] [ 13 ] |

### Programas de variedades
| Año  | Título                             | Canal de TV | Notas                               | Ref.          |
| ---- | ---------------------------------- | ----------- | ----------------------------------- | ------------- |
| 2017 | King of Mask Singer                | MBC         | Episodios 93-94 como «Game Machine» |               |
| 2018 | Immortal Songs: Singing the Legend | KBS         | Canta «Mercury Lamp» de Kim Yeon-ja | [ 14 ] [ 15 ] |